# Blå elminia
Blå elminia (Elminia longicauda) är en afrikansk fågel i familjen feflugsnappare inom ordningen tättingar.

## Kännetecken

### Utseende
Blå elminia är en 15-18 centimeter lång tjusig, blå fågel med kort tofs och lång stjärt. Stjärt och ovansida är lysande blå eller cyanblå, med svart tygel och svarta blåkantade vingpennor. Undersidan är gråblå till vitaktig nedåt mot buken. Ben och näbb är svarta. Ungfågeln är dovare färgad med bleka gråaktiga fläcar på hvuud och vingtäckare.

### Läte
Sången är en långsam och rätt slumpmässigt ihopsatt ramsa av tonlösa visslingar, medan locklätet är ett lågmält "tsip".

## Utbredning och systematik
Blå elminia delas in i två underarter:
- E. l. longicauda – förekommer från Senegal till Gambia och Nigeria
- E. l. teresita – förekommer från Kamerun söderut till norra Angola och österut till Sydsudan, västra Kenya och nordvästligaste Tanzania

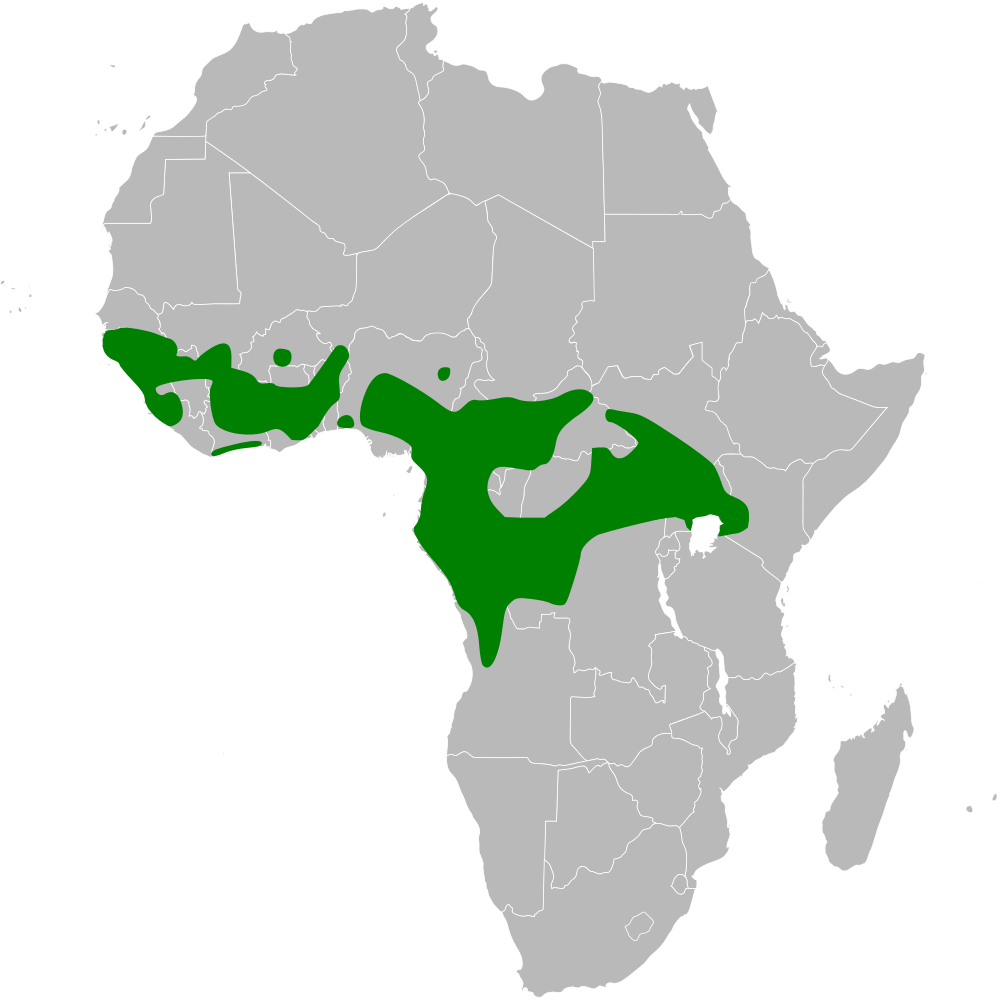
Artens utbredningsområde.

### Familjetillhörighet
Tidigare behandlades elminior som medlemmar av familjen monarker (Monarchidae). DNA-studier har dock förvånande nog visat att de är nära släkt med en handfull andra både afrikanska och asiatiska flugsnapparliknande arter som tidigare haft sin hemvist i helt andra familjer. Numera lyfts de ut till en egen familj, feflugsnappare (Stenostiridae).

## Levnadssätt
Arten bebor låglänta fuktiga skogar, mangroveträsk, galleriskogar, bergsskogar, trädgårdar, trädbevuxen jordbruksmark samt fuktig savann. Den födosöker gracilt med utbredd stjärt och halvöppna vingar i lövverket, tillfälligt även på marken och flugsnappande.

## Status och hot
Arten har ett stort utbredningsområde, men tros minska i antal, dock inte tillräckligt kraftigt för att den ska betraktas som hotad. Internationella naturvårdsunionen IUCN listar arten som livskraftig (LC). Världspopulationen har inte uppskattats men den beskrivs som ovanlig till lokalt vanlig.

## Namn
Det vetenskapliga tillika svenska släktesnamnet kommer av St Georges d’Elmina, en hamn i Nederländska Guldkusten, idag Ghana.